# Betel, Stjärnorp
Betel, Stjärnorp var en kyrkobyggnad i Stjärnorp, Linköpings kommun. Kyrkan tillhörde Örebromissionen.

## Instrument
I kyrkan finns en elorgel med en manual och pedal.